# یونیکورن چان
یونیکورن چان (انگلیسی: Unicorn Chan؛ ۱۹۴۰ – ۳۱ مارس ۱۹۸۷) بازیگر و بدل‌کار هنگ کنگی و یکی از دوستان صمیمی بروس لی از دوران کودکی بود.
از فیلم‌ها یا برنامه‌های تلویزیونی که وی در آن نقش داشته‌است، می‌توان به راه اژدها و پنجه تک‌شاخ اشاره کرد.